# La terza generazione
La terza generazione (Die dritte Generation) è un film del 1979 scritto e diretto da Rainer Werner Fassbinder. Si tratta di un valzer curioso, beffardo e quasi parodistico strutturato in sei parti collegate da cartelli con scritte dei gabinetti di Berlino ovest, giochi di parole oscene ed irriverenti quanto il film.

## Trama
Berlino Ovest, 1978. Una cellula terroristica di matrice non specificata, composta da giovani di estrazione borghese, pianifica ed esegue strategie di destabilizzazione dell'ordine costituito senza rendersi conto di essere essa stessa nient'altro che una ruota dell'ingranaggio al servizio del potere. Un influente industriale infatti, Peter Lurz, che si occupa della produzione di congegni elettronici, grazie ad un aggancio all'interno del gruppo ne foraggia economicamente l'attività. La presenza di elementi insurrezionalisti nella società offre infatti all'uomo un buon motivo per spingere sul mercato un nuovo congegno elettronico per l'individuazione delle persone a distanza che si rivelerebbe molto utile per la polizia per sgominare le cellule terroristiche.
Ad un certo punto, Lurz, per lanciare definitivamente il suo nuovo prodotto, decide di mettere in scena il suo rapimento. Per il gruppo terroristico si prospetta la possibilità di uno scenario internazionale per le loro azioni. I terroristi però ignorano che Lurz, doppiogiochista, è d'accordo con la polizia e che finiranno per essere solo stupide pedine di un gioco più grande di loro. Tra arresti, interrogatori ed uccisioni si arriva al carnevalesco finale in cui Lurz, corrotto e corruttore, è obbligato, con il solito rituale di quegli anni, a registrare una sua dichiarazione di sostegno alla lotta armata. Egli accetta, ma lo fa quasi ridendo, quasi a sottolineare il giudizio storico su quell'epoca di misfatti. Alla fine tutti ottengono il risultato desiderato: l'industriale ci guadagna, la polizia avrà merito per le sue indagini e i terroristi celebreranno la loro voglia di imprese sempre più assurde e sanguinose.

## Distribuzione
Fu presentato nella sezione Un Certain Regard del 32º Festival di Cannes.